# フロストジャイアント
フロストジャイアント (Frost Giant) はアメリカ合衆国で生産された競走馬、種牡馬である。1歳時の2004年にケンタッキー州で行われたキーンランド・セプテンバー・イヤリングセールに上場されて60万ドル（約7000万円）でマイケル・テイバーによって落札されている。

## 経歴

### 競走馬時代

#### 2005年、2006年（2歳、3歳）
エイダン・オブライエン厩舎に所属し、2歳時の10月にイギリスへ遠征して競走馬デビュー戦をキアラン・ファロンが騎乗して迎えたが3着だった。次走はアイルランドで未勝利馬ながら重賞競走初挑戦となるキラヴーランステークス (G3) に引き続きファロンが騎乗して出走し、2着馬に3馬身差をつけて快勝し重賞競走初勝利を挙げた。その後は休養に入り2戦1勝で2歳を終えた。
3歳となっての初戦は、再びイギリスへ遠征してG1競走初挑戦となる2000ギニーにジョニー・ムルタを鞍上に迎えて出走したがファロンが騎乗したジョージワシントンに敗れて14頭中13着という結果に終わった。その後休養を挟み9月にファロンが再び騎乗してキルターナンステークス (G3) を制して重賞競走2勝目を挙げた。10月にはアメリカ合衆国へ遠征し、ジョーハーシュ・ターフクラシック招待にエドガー・プラードを鞍上に迎えて出走したが、イングリッシュチャンネルに敗れて5着だった。レース後にインターナショナル・エクワイン・アクイジションズ・ホールディングズらに購買されリチャード・ダトロー・ジュニア厩舎に転厩することになった。転厩初戦は11月のハリウッドダービーに引き続きプラードが騎乗して出走したが、10頭中7着という結果に終わり、レース後は休養に入った。

#### 2007年、2008年（4歳、5歳）
古馬となり、休養明け初戦は5月のアローワンス競走に出走したが3着だった。しかしこの年はこの1戦のみでその後は再び休養に入った。
5歳となった2008年は、1月のアローワンス競走にコーネリオ・ヴェラスケスを鞍上に迎えて出走し、レースでは1着入線を果たしたが、2着馬の走行を妨害したため2着に降着となった。2月には初となるダートのアローワンス競走に引き続きヴェラスケスが騎乗して出走し転厩後初勝利を挙げた。そして3月にはスキップアウェイハンデキャップ (G3) に再びプラードを鞍上に迎えて出走し、1番人気に支持されたものの4着だった。続く4月には再び芝のアローワンス競走にケント・デザーモが初騎乗して1番人気に支持されて出走したが9頭中8着だった。5月にも芝のアローワンス競走に出走したが2着だった。そして6月には再びのダート戦となるサバーバンハンデキャップにルディ・ロドリゲスを鞍上に迎えて出走し、単勝41倍の8頭中最低人気の評価を覆してG1競走初勝利を挙げた。9月にはカナダに遠征し、芝のノーザンダンサーターフステークスに引き続きロドリゲスが騎乗して出走したが、馬群と大差をつけられて入線したため競走中止扱いとなっている。その後は予備登録を行っていたジャパンカップダートへの招待を受諾し、11月20日に帯同馬無しで単独来日した。来日後は競馬学校で検疫を受け、12月2日に阪神競馬場へ移動した。そして迎えた12月7日のジャパンカップダート本番は、14番人気で12着という結果に終わった。レース後は帰国したが、2009年1月に競走馬を引退することが発表された。

### 種牡馬時代
6歳となった2009年よりニューヨーク州にあるエンパイアスタッドで種牡馬入りし、初年度の種付け料は1万ドルとなっている。

## エピソード
- ジャパンカップ出走時、当馬の馬名をカタカナ表記にした場合日本で定められている9文字以内の制限を超える10文字となるため、一部出馬表などではフロストジャイアンと表記された。

## 血統表
| フロストジャイアントの血統ストームキャット系 / Northern Dancer 4×4=12.50%、Secretariat 4×4=12.50% | フロストジャイアントの血統ストームキャット系 / Northern Dancer 4×4=12.50%、Secretariat 4×4=12.50% | フロストジャイアントの血統ストームキャット系 / Northern Dancer 4×4=12.50%、Secretariat 4×4=12.50% | （血統表の出典）          | （血統表の出典） |
| 父 Giant's Causeway 1997 栗毛                                                                     | 父の父Storm Cat 1983 黒鹿毛                                                                       | Storm Bird                                                                                        | Northern Dancer           | Northern Dancer  |
| 父 Giant's Causeway 1997 栗毛                                                                     | 父の父Storm Cat 1983 黒鹿毛                                                                       | Storm Bird                                                                                        | South Ocean               |                  |
| 父 Giant's Causeway 1997 栗毛                                                                     | 父の父Storm Cat 1983 黒鹿毛                                                                       | Terlingua                                                                                         | Secretariat               | Secretariat      |
| 父 Giant's Causeway 1997 栗毛                                                                     | 父の父Storm Cat 1983 黒鹿毛                                                                       | Terlingua                                                                                         | Crimson Saint             |                  |
| 父 Giant's Causeway 1997 栗毛                                                                     | 父の母Mariah's Storm 1991 鹿毛                                                                    | Rahy                                                                                              | Blushing Groom            | Blushing Groom   |
| 父 Giant's Causeway 1997 栗毛                                                                     | 父の母Mariah's Storm 1991 鹿毛                                                                    | Rahy                                                                                              | Glorious Song             |                  |
| 父 Giant's Causeway 1997 栗毛                                                                     | 父の母Mariah's Storm 1991 鹿毛                                                                    | Immense                                                                                           | Roberto                   | Roberto          |
| 父 Giant's Causeway 1997 栗毛                                                                     | 父の母Mariah's Storm 1991 鹿毛                                                                    | Immense                                                                                           | Imsodear                  |                  |
| 母 Takesmybreathaway 1998 栗毛                                                                    | 母の父Gone West 1984 鹿毛                                                                         | Mr. Prospector                                                                                    | Raise a Native            | Raise a Native   |
| 母 Takesmybreathaway 1998 栗毛                                                                    | 母の父Gone West 1984 鹿毛                                                                         | Mr. Prospector                                                                                    | Gold Digger               |                  |
| 母 Takesmybreathaway 1998 栗毛                                                                    | 母の父Gone West 1984 鹿毛                                                                         | Secrettame                                                                                        | Secretariat               | Secretariat      |
| 母 Takesmybreathaway 1998 栗毛                                                                    | 母の父Gone West 1984 鹿毛                                                                         | Secrettame                                                                                        | Tamerett                  |                  |
| 母 Takesmybreathaway 1998 栗毛                                                                    | 母の母Oscillate 1986 鹿毛                                                                         | Seattle Slew                                                                                      | Bold Reasoning            | Bold Reasoning   |
| 母 Takesmybreathaway 1998 栗毛                                                                    | 母の母Oscillate 1986 鹿毛                                                                         | Seattle Slew                                                                                      | My Charmer                |                  |
| 母 Takesmybreathaway 1998 栗毛                                                                    | 母の母Oscillate 1986 鹿毛                                                                         | Dance Number                                                                                      | Northern Dancer           | Northern Dancer  |
| 母 Takesmybreathaway 1998 栗毛                                                                    | 母の母Oscillate 1986 鹿毛                                                                         | Dance Number                                                                                      | Numbered Account F-No.1-s |                  |

### 血統背景
- 叔父（母の半弟）、ムタクディム（種牡馬）
- 大叔父（祖母の半弟）、リズム（1989年BCジュヴェナイル、種牡馬）
- 大叔父（祖母の半弟）、ノーフォーラヴ（種牡馬）
- 大叔父（祖母の半弟）、パーソナルエスコート（種牡馬）
- 祖母のいとこ、アサティス（1989年ジョッキークラブ大賞 (イタリア)など、種牡馬）
- 曾祖母のいとこ、ウッドマン（重賞競走2勝、種牡馬）
- その他近親、ディスタントウェイ（2006年イタリア共和国大統領賞、2007年イタリア共和国大統領賞、種牡馬）、ゴールデンハインド（2023年フローラステークス）
- 詳細はイントリーギング#主要なファミリーラインを参照。